# Арахидонат-12-липоксигеназа
Арахидонат-12-липоксигеназа (ALOX12) − железосодержащий фермент, катализирующий реакцию присоединения двух атомов кислорода к 12 атому арахидоновой кислоты. Кодируется геном ALOX12, расположенном в коротком плече 17 хромосомы человека. Длина полипептидной цепи белка составляет 663 аминокислоты, а молекулярная масса - 75694 дальтон.
Фермент относится к группе липоксигеназ. Задействован в таких биологических процессах, как метаболизм жирных кислот и метаболизм липидов.  Локализуется в цитоплазме и мембране. Находится преимущественно в тромбоцитах, лейкоцитах, в базальном слое эпидермиса, островках Лангерганса.

## Функции
Фермент участвует в метаболизме арахидоновой кислоты, катализируя следующую химическую реакцию:
арахидонат + O2 =  	(5Z,8Z,10E,12S,14Z)-12-гидропероксиикоза-5,8,10,14-тетраеноат